# Cénotaphe (Londres)
Pour les articles homonymes, voir Cénotaphe.
Le Cénotaphe est un mémorial situé dans le quartier du Whitehall à Londres. Il s'agissait à l'origine d'une structure temporaire érigée pour un défilé de la paix à la fin de la Première Guerre mondiale, mais à la suite d'un élan de patriotisme celle-ci fut remplacée par une structure permanente qui fut désignée comme mémorial officiel de la guerre. Copie exacte du monument temporaire conçu par Sir Edwin Lutyens, la structure permanente fut construite en pierre de Portland entre 1919 et 1920 par la firme Holland, Hannen & Cubitts à la place du cénotaphe temporaire en bois et plâtre. Une commémoration a lieu chaque année sur le site lors du Remembrance Sunday, le dimanche le plus proche du 11 novembre. Des copies de ce cénotaphe existent ailleurs au Royaume-Uni, au Canada, en Nouvelle-Zélande, aux Bermudes et à Hong Kong.

## Origines

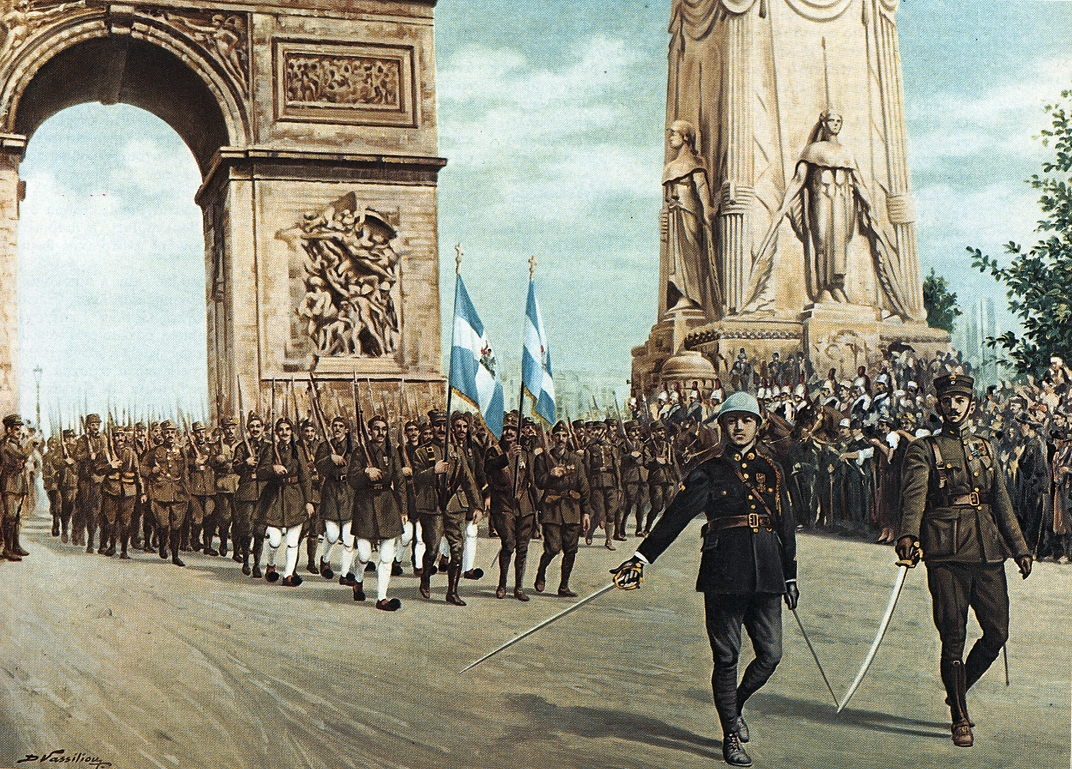
Défilé de la victoire à Paris le 14 juillet 1919 et le catafalque temporaire près de l'arc de Triomphe.

Le premier Cénotaphe était une structure en bois et en plâtre imaginée par Sir Edwin Lutyens et érigée en 1919.
Il faisait partie des nombreuses œuvres temporaires érigées pour le défilé de la victoire du 19 juillet 1919 à Londres qui marquait formellement la fin de la Première Guerre mondiale, le traité de Versailles ayant été signé le 28 juin 1919,. Comme plusieurs structures de bois devant être placées le long de l'itinéraire suivi par le défilé, il ne fut décidé de le construire que deux semaines avant le défilé. Suivant les délibérations du Comité pour les Célébrations de Paix, Lutyens fut invité au 10, Downing Street. Là, le Premier ministre britannique, David Lloyd George proposa que le monument serait un catafalque, comme celui construit près de l'Arc de Triomphe pour le défilé de la Victoire français, mais Lutyens proposa à la place un cénotaphe.
La structure temporaire en bois et plâtre avait la même forme que l'actuelle structure en pierre, et consistait en un "pylône" qui se rétrécissait par paliers jusqu'à une tombe vide (le cénotaphe proprement-dit) à son sommet. Les couronnes disposées à chaque extrémité et au sommet étaient faites de véritables lauriers (représentées en pierre sculptée dans le monument actuel).
Elle fut placée entre le Foreign Office et la Richmond House. Son inauguration (décrite dans The Times comme "calme" et "non officielle") a eu lieu la veille du défilé. Pendant le défilé, le cénotaphe temporaire fut salué par les commandants alliés dont John Pershing, Ferdinand Foch, Douglas Haig et David Beatty. Après le défilé, la base du monument fut recouverte de fleurs et de couronnes par le public. La pression publique en faveur de sa conservation fut si forte que le War Cabinet décida le 30 juillet 1919 qu'un mémorial permanent devait remplacer l'installation temporaire et serait désigné comme monument officiel commémoratif de la guerre. L'annonce fut faite le 23 octobre 1919 qu'une version en pierre de Portland serait construite et serait l'exacte réplique de la structure temporaire.

## Conception
L'idée d'un cénotaphe fut peut-être inspirée à Lutyens par une structure de jardin qui lui était familière, réalisée par la paysagiste Gertrude Jekyll, « Le cénotaphe de Sigismunda ». Le monument définitif fut construit en pierre de Portland entre 1919 et 1920 par la firme Holland, Hannen & Cubitts,.
Il ne comporte aucune décoration excepté les couronnes sculptées à chaque extrémité et une plus petite au sommet. Les mots "The Glorious Dead" sont inscrits sous les deux couronnes des extrémités. Au-dessus de ces couronnes sont également inscrites en chiffres romains les dates de la Première Guerre mondiale (MXMXIV - MXMXIX). Les couronnes des extrémités mesurent 1,5 mètre de diamètre et celle située au sommet 1,1 mètre.
Les faces verticales du cénotaphe ne sont pas parallèles, mais si elles étaient prolongées, elles se croiseraient à 300 mètres au-dessus du sol. De même, les surfaces horizontales sont en fait des sections d'une sphère dont le centre se trouverait à 270 mètres sous terre.
Ce renflement, nommé entasis en architecture, n'était pas présent dans la structure temporaire et fut ajouté par Lutyens lors de la conception de la structure définitive. Celle-ci mesure 11 mètres de haut et pèse 120 tonnes.
Les architectes renoncèrent à leurs honoraires pour la conception du cénotaphe dont la construction coûta 7 325 livres sterling de l'époque (somme estimée en 2010 à 255 332 livres soit environ 315 000 euros),. La construction débuta le 19 janvier 1920.

## Inauguration

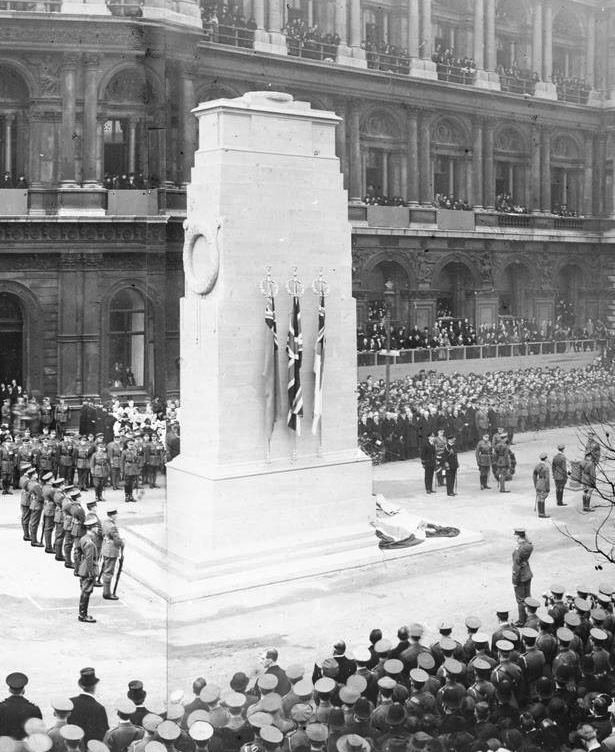
Photographie du dévoilement du cénotaphe de Whitehall, 14 novembre 1920.

Le mémorial fut inauguré par le Roi Georges V le 11 novembre 1920, lors du second anniversaire de l'Armistice,.
Il fut décidé de ne pas consacrer le monument car toutes les victimes du conflit n'étaient pas chrétiennes. La cérémonie d'inauguration constitua une étape pour une importante procession qui conduisit le corps du soldat inconnu britannique dans sa tombe près de l'Abbaye de Westminster.  
Le cortège funèbre passa devant le cénotaphe, où le roi déposa une gerbe sur l'affût de canon transportant le soldat inconnu, avant de dévoiler le monument qui avait été drapé dans de grands Union Flags.

## Drapeaux

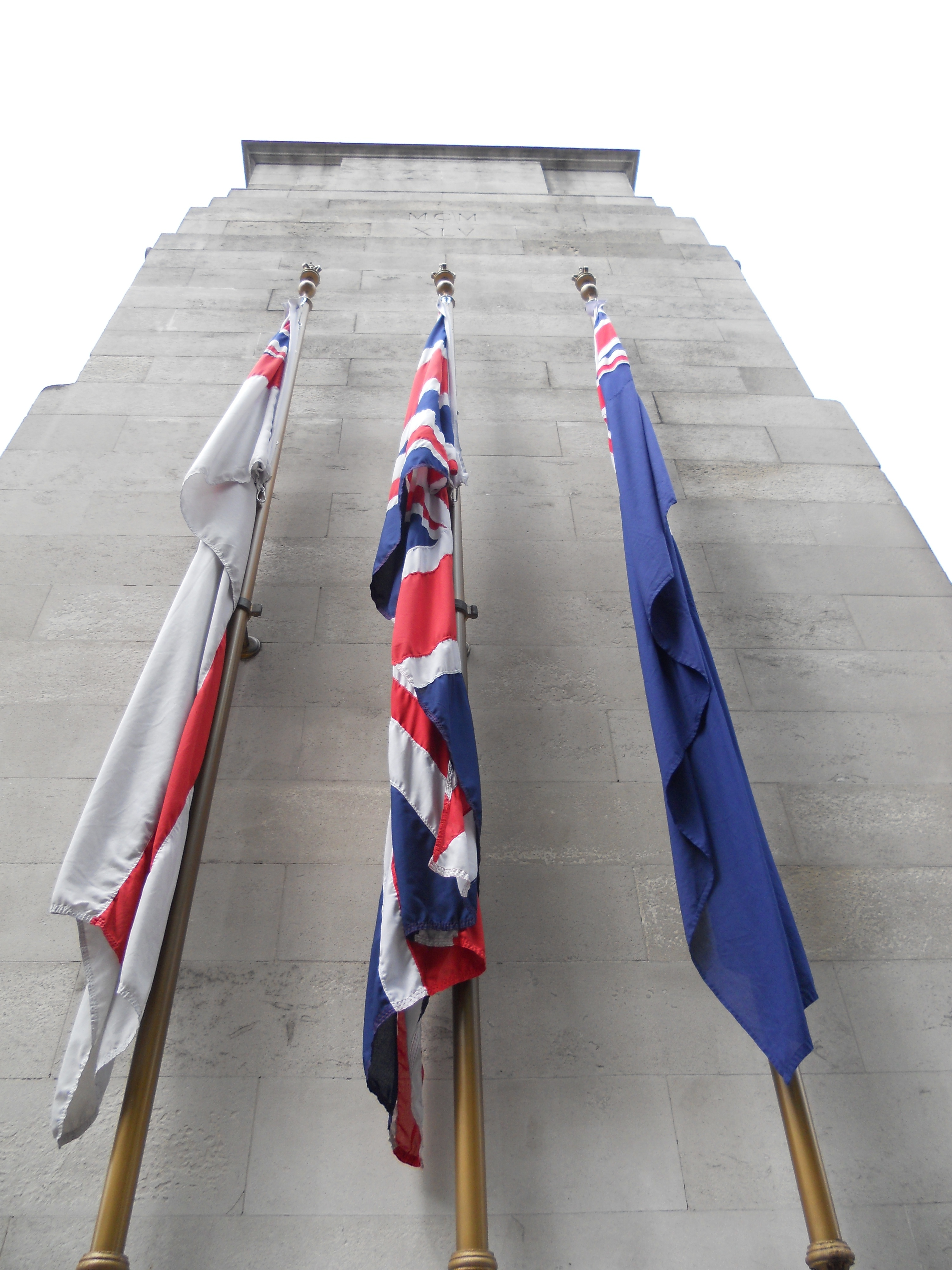
Le White Ensign, lUnion Flag, et le Blue Ensign sur le cénotaphe.

Il est flanqué de chaque côté de différents drapeaux du Royaume-Uni que Lutyens avait voulu graver dans la pierre. Durant l'entre-deux-guerres, d'un côté étaient placés l'Union Flag, le White Ensign et le Red Ensign et de l'autre l'Union Flag, le White Ensign et le Blue Ensign. Le 1er avril 1943, le Royal Air Force Ensign remplaça le White Ensign du côté ouest. Les drapeaux en 2007 représentent la Royal Navy, l'armée britannique, la Royal Air Force et la flotte marchande britannique. Le Blue Ensign représente la Royal Naval Reserve, la Royal Fleet Auxiliary et les autres services gouvernementaux et probablement aussi les dominions.
Initialement, les drapeaux étaient changés pour nettoyage toutes les 6  à   8 semaines, mais entre 1922 et 1923, cette pratique cessa progressivement jusqu'à ce que la presse s'en mêle et que le nettoyage soit repris. La durée de vie d'un drapeau a initialement été fixée à cinq périodes de trois mois. En 1939, on modifia la règle en dix changements par an et chaque drapeau ne pouvait être lavé que deux fois avant d'être remplacé. En 1924, il fut décidé que tous les drapeaux retirés seraient envoyés à l'Imperial War Museum qui pourrait les redistribuer à des organismes dûment accrédités.

## Histoire
Whitehall, ainsi que d'autres zones de Londres, fut le théâtre des célébrations de la Victoire du 8 mai 1945. Des célébrations plus formelles eurent lieu le 8 juin 1946. Le cénotaphe avait été désigné mémorial des soldats de l'empire britannique tués durant la Première Guerre mondiale, mais cela fut étendu par après aux victimes de la Seconde Guerre mondiale. Les dates de la Seconde Guerre mondiale furent rajoutées en chiffres romains sur les côtés du mémorial (MCMXXXIX - MCMXLV) et il fut inauguré une seconde fois le dimanche 10 novembre 1946 par le roi George VI. Le mémorial est maintenant également dédié aux victimes britanniques des conflits auxquels l'armée britannique participa par la suite. Le cénotaphe fut classé comme monument de grade I le 5 février 1970.

## Cérémonies de commémoration

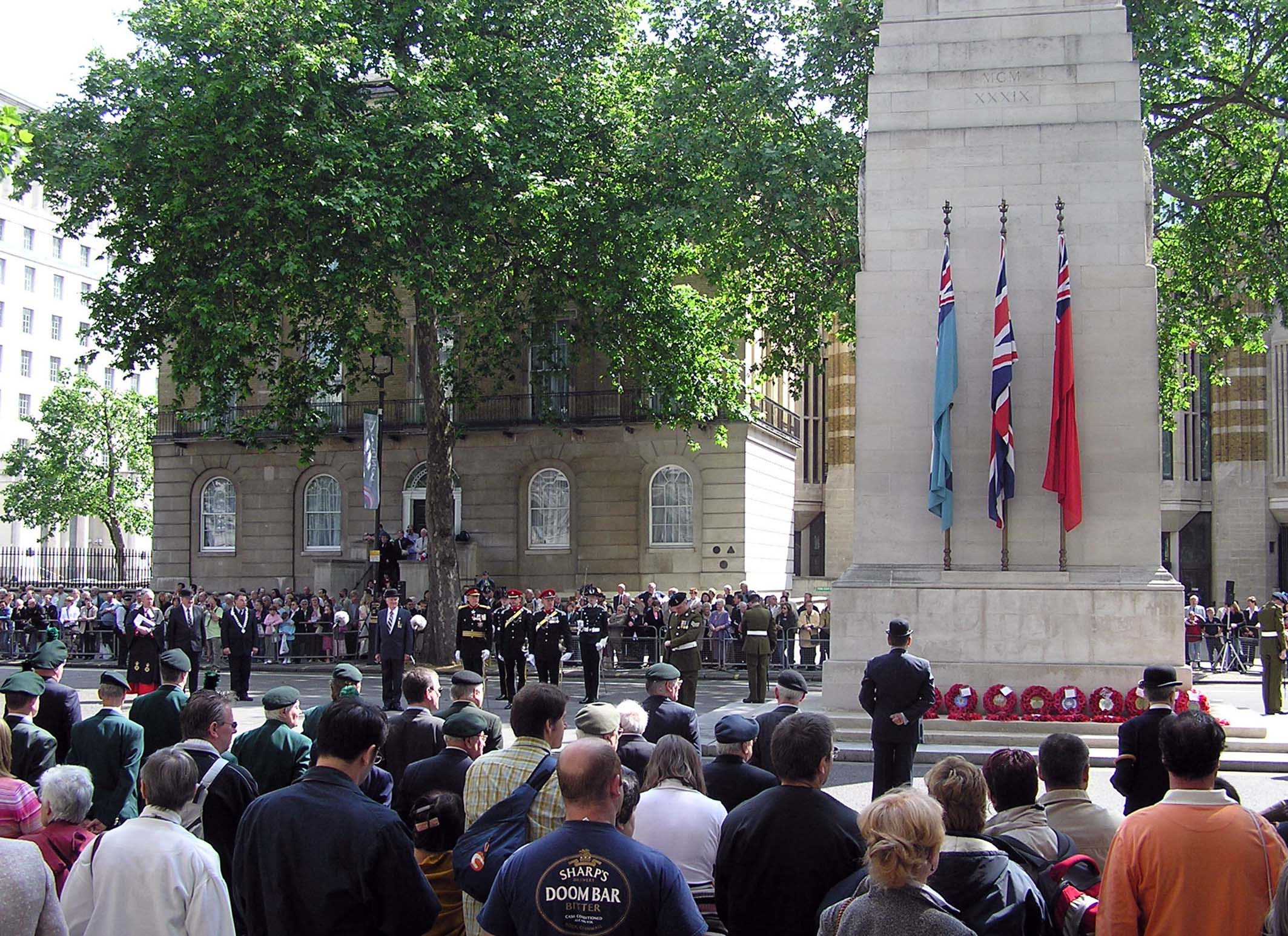
Défilé des régiments irlandais le 12 juin 2005

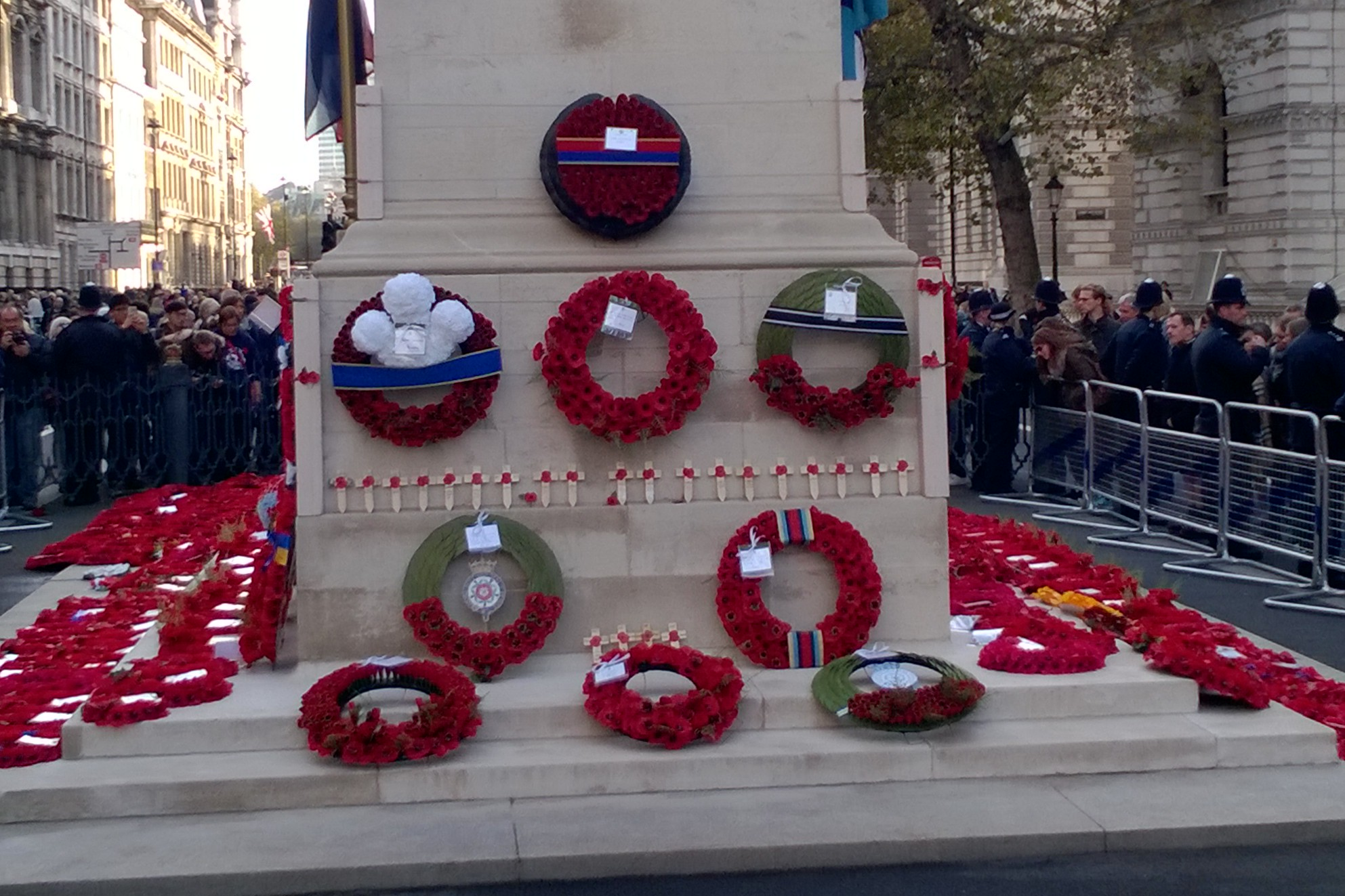
Gerbes de coquelicots au cénotaphe après la cérémonie de commémoration de 2016, qui avait lieu le 13 novembre cette année

Le cénotaphe est le site du National Service of Remembrance qui a lieu chaque année à 11h00 lors du Remembrance Sunday, le dimanche le plus proche du 11 novembre. De 1919 à 1945, la commémoration avait lieu chaque 11 novembre.
La cérémonie de commémoration de l'armistice est tombée en désuétude après la Seconde Guerre mondiale, pendant quelques décennies. Cette cérémonie au cénotaphe le 11 novembre à 11h a toutefois été rétablie par la Western Front Association, une association britannique créée en 1980 et se consacrant à la mémoire de la guerre 1914-1918. Le Premier ministre britannique, David Cameron, s'y est joint en 2014, pour le centenaire du déclenchement de la guerre.
La première commémoration eut lieu le 11 novembre 1919, à la suite d'une proposition du roi Georges V de respecter deux minutes de silence à travers le Royaume-Uni et d'organiser une cérémonie à Londres. Des milliers de personnes se rassemblèrent autour du cénotaphe temporaire de Whitehall où le Premier ministre David Lloyd George, venu à pied de Downing Street, déposa une gerbe. Une gerbe fut également déposée par le représentant du président français et des soldats et des marins fournirent une garde d'honneur. Il y eut également des défilés organisés par des associations de vétérans.
Actuellement, les gerbes sont déposées par la famille royale, le Premier ministre, les chefs des autres partis politiques britanniques, les hauts-commissaires des pays du Commonwealth au Royaume-Uni, les ambassadeurs d'Irlande et du Népal (depuis les années 2010), et les chefs des trois branches des forces armées.
D'autres cérémonies annuelles ont également lieu au cénotaphe à d'autres moments de l'année :
- La parade régimentaire du Royal Tank Regiment le dimanche suivant le Remembrance Sunday qui est le dimanche le plus proche de la date anniversaire de la bataille de Cambrai (le 20 novembre) qui fut un des premiers déploiement des chars britanniques[14],[15].
- La parade le dimanche de juin suivant[16], pour l'anniversaire de la Reine, de la Combined Irish Regiments Association qui commémore les morts des régiments irlandais qui furent dissous le 12 juin 1922[17].
- Le défilé en armes des troupes belges le dimanche qui précède la Fête nationale du 21 juillet, d'abord dédié au roi Albert Ier et à la fraternité entre soldats belges et britanniques durant la Première Guerre mondiale, sur le front de l'Yser puis élargi aux combattants belges qui ont rejoint la Grande-Bretagne au cours de la Seconde Guerre mondiale, pour poursuivre le combat contre l'occupant nazi. En 1934, le roi George V décide d'accorder à la Belgique un défilé annuel au cénotaphe, un fait unique pour un pays non-membre du Commonwealth. Les forces belges sont ainsi les seules forces étrangères à pouvoir défiler en armes et en uniforme dans Londres[18],[19].

D'autres cérémonies annuelles ont lieu au cénotaphe à différents moments de l'année notamment pour commémorer le débarquement de Normandie, la guerre des Malouines, la Journée de l'ANZAC et les premiers jours de l'offensive sur la Somme.
Dans le passé, tous les hommes passant devant le cénotaphe, civils ou militaires, devaient se lever leurs chapeaux, casquettes ou casques en salut, même s'ils étaient voyageurs dans un autobus ou un taxi. Aujourd'hui (2021), cette obligation s'applique toujours aux militaires et fonctionnaires en uniforme (excepté pompiers et ambulanciers) .

## Répliques ou cénotaphes semblables
Le premier cénotaphe imaginé par Lutyens fut celui de Southampton (inauguré le 6 novembre 1920). Le cénotaphe de Londres fut copié dans d'autres villes du Royaume-Uni et de l'Empire britannique. Deux versions plus petites qui comportent de nombreux ajouts et différences furent construites comme mémoriaux régimentaires à Maidstone dans le Kent et à Reading dans le Berkshire. Elles furent respectivement inaugurées les 30 juillet 1921 et 13 septembre 1921. La réplique la plus exacte est le cénotaphe de Hong Kong, situé entre Statue Square et l’hôtel de ville, qui fut inauguré en 1923. Le cénotaphe de Manchester (également une création de Lutyens) fut inauguré le 12 juillet 1924. Le cénotaphe de Toronto fut quant à lui inauguré le 11 novembre 1924 et est modelé sur celui de Londres également. Une copie à l'échelle 2/3 fut inaugurée à Hamilton dans les Bermudes le 6 mai 1925. Une copie très semblable fut inaugurée en novembre 1929 à Auckland en Nouvelle-Zélande. Une autre réplique exacte est quant à elle installée à London au Canada et fut inaugurée le 11 novembre 1934.
Répliques ou cénotaphes semblables

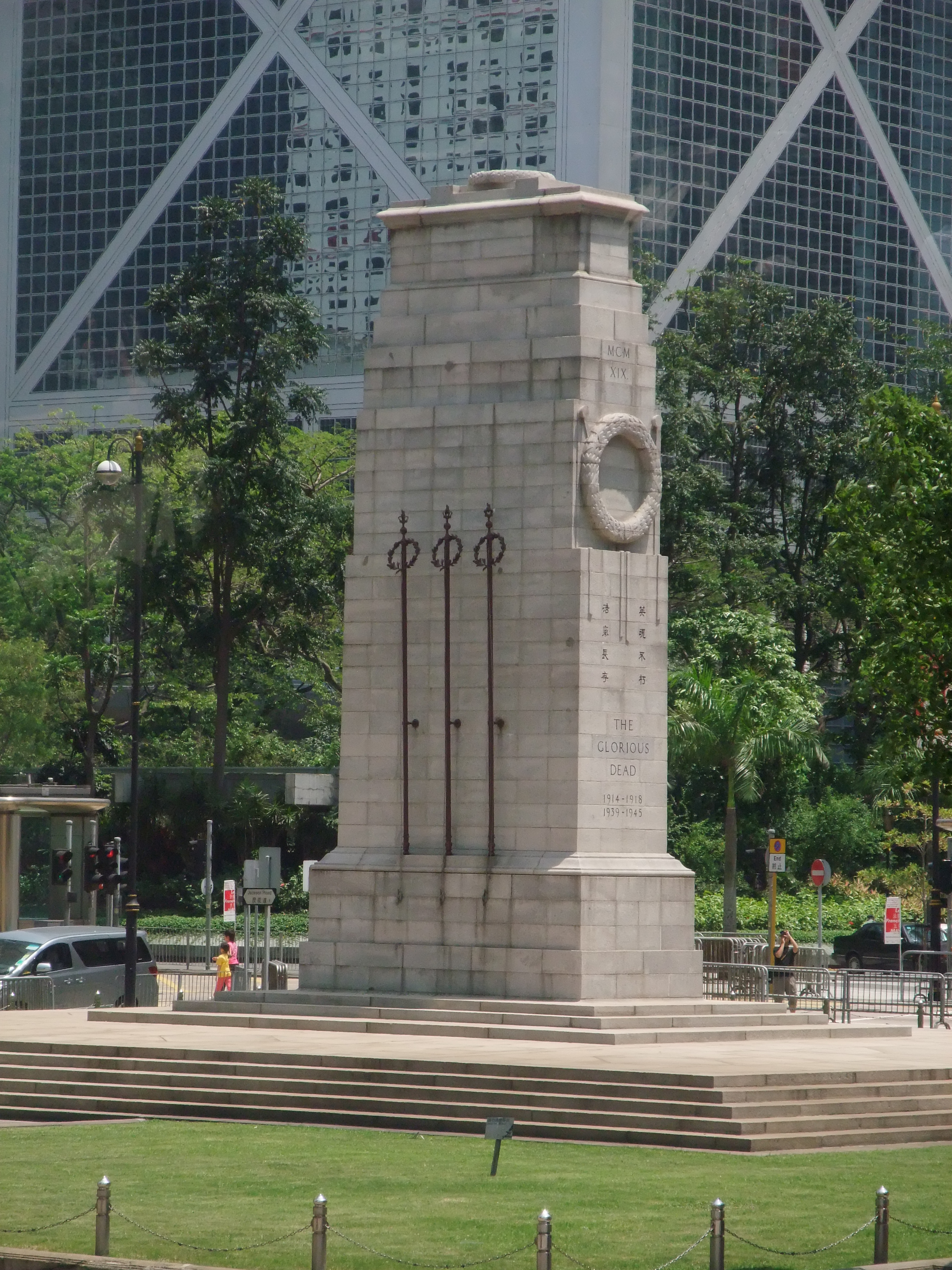
Hong Kong
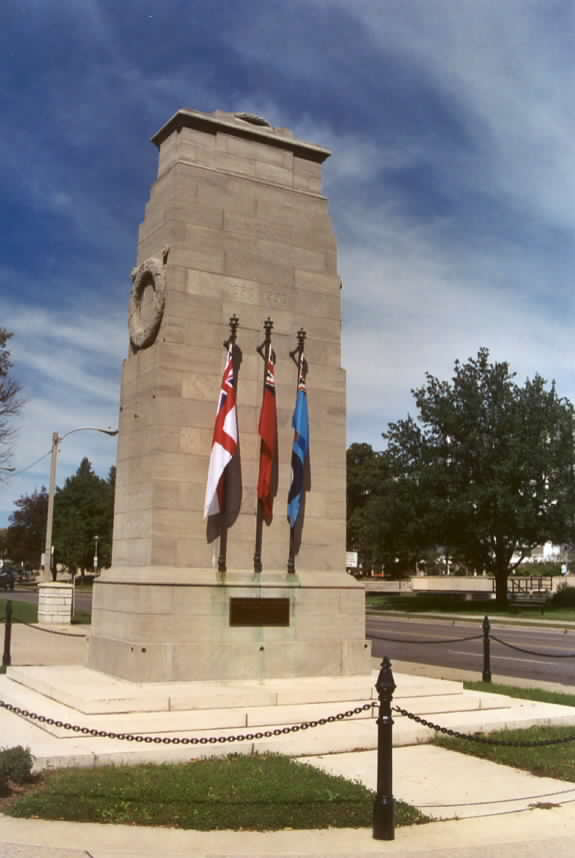
London, Ontario, Canada
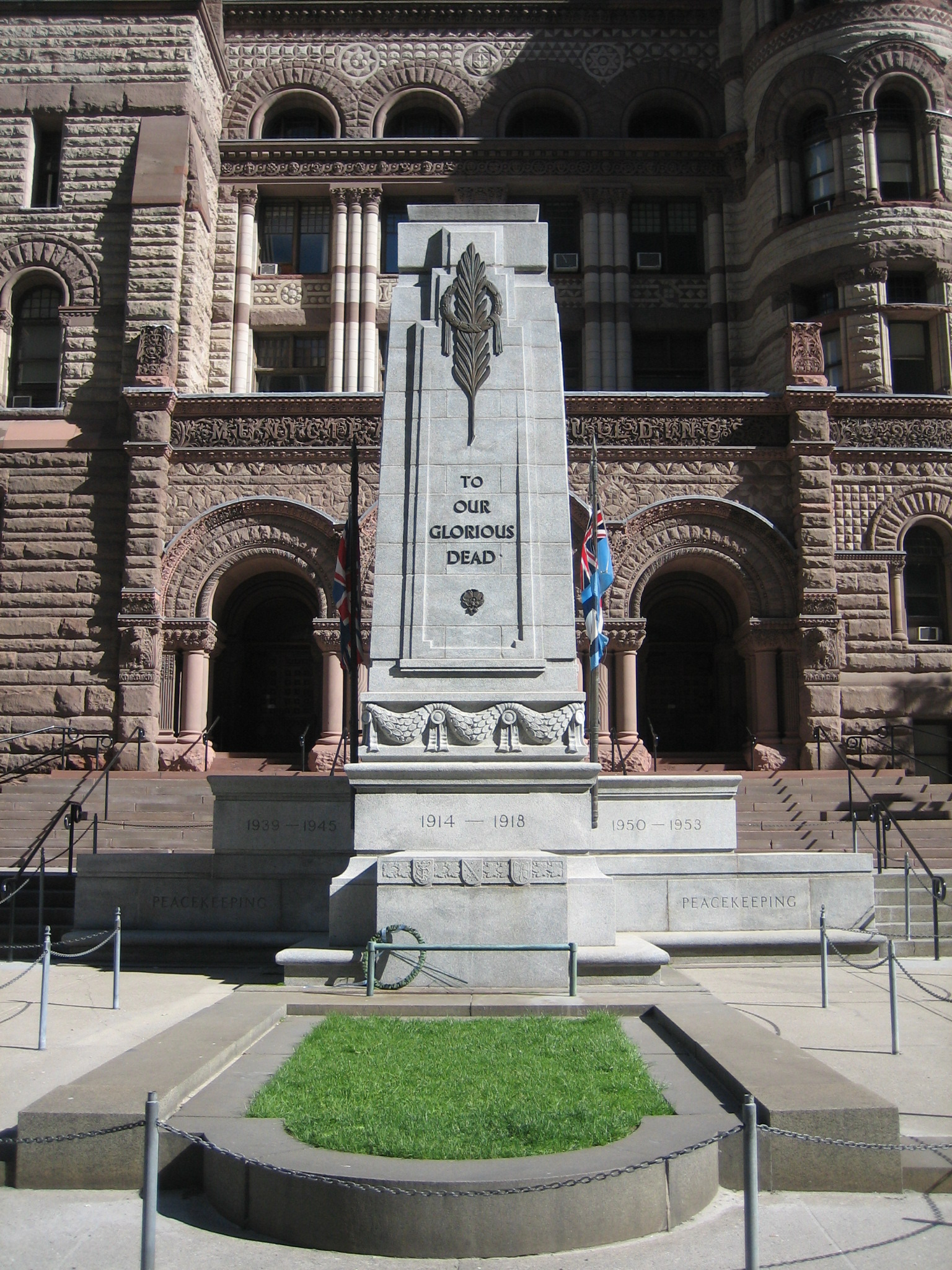
Toronto, Canada

Autres cénotaphes dessinés par Lutyens au Royaume-Uni

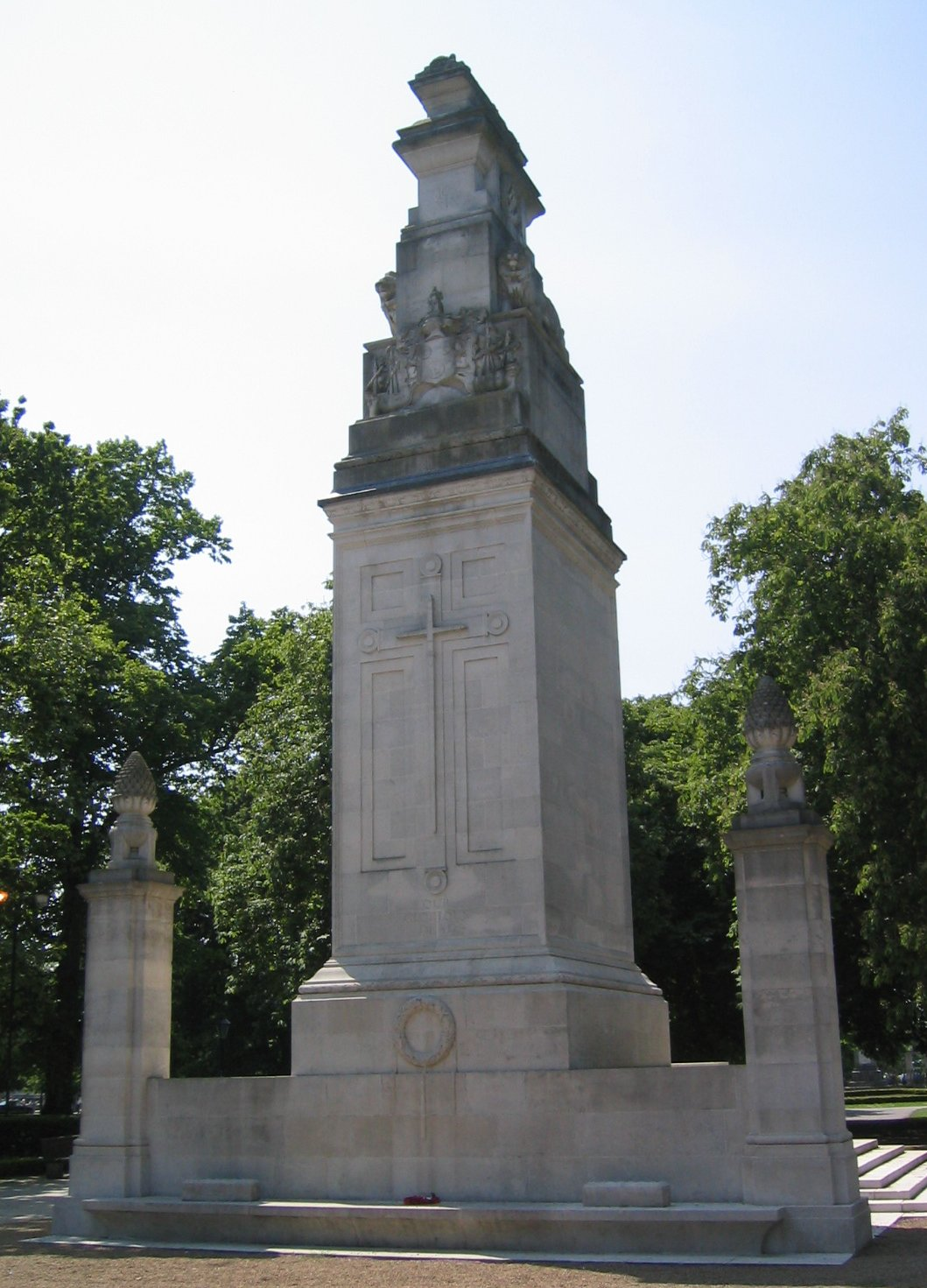
Southampton
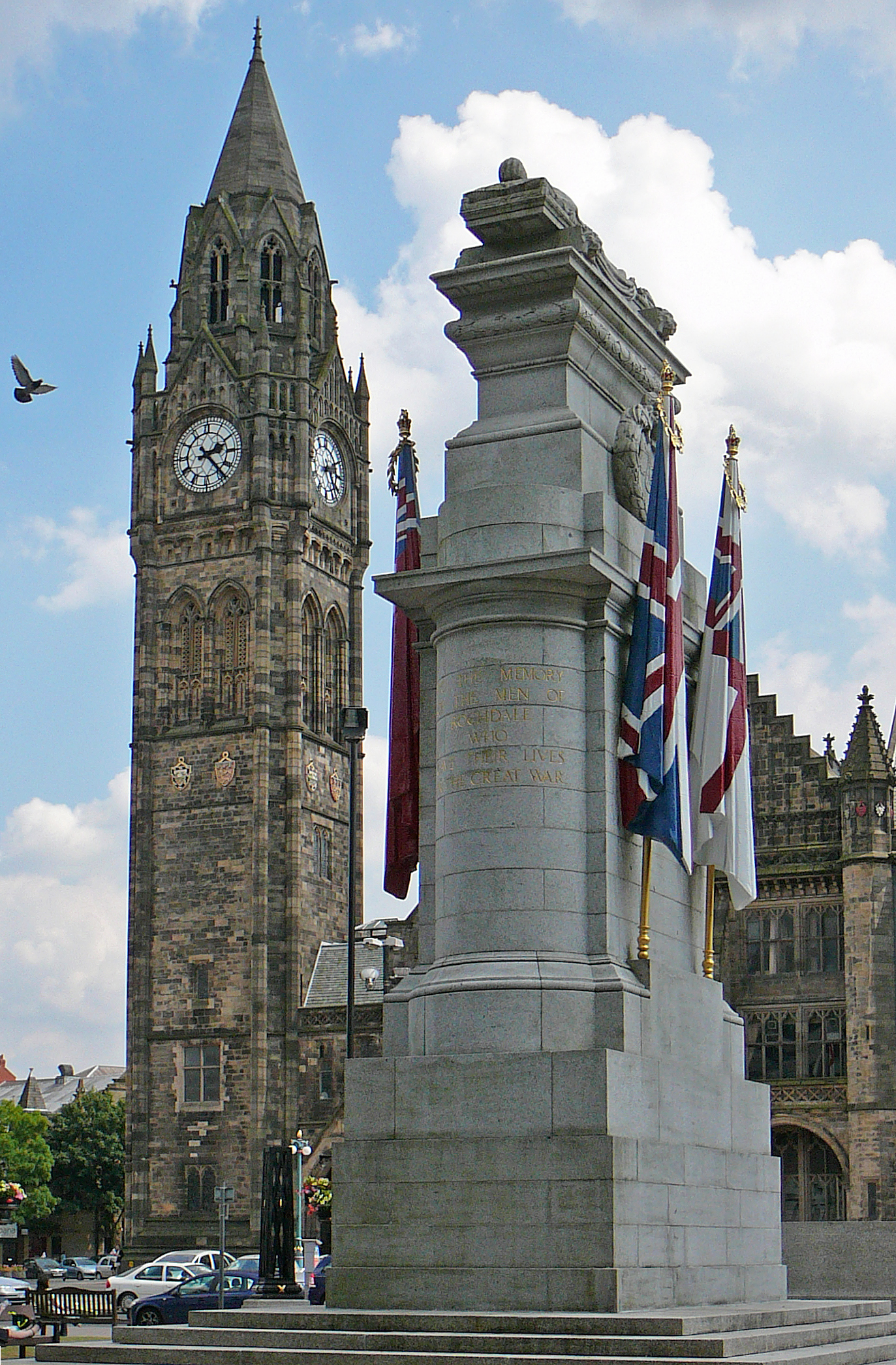
Rochdale
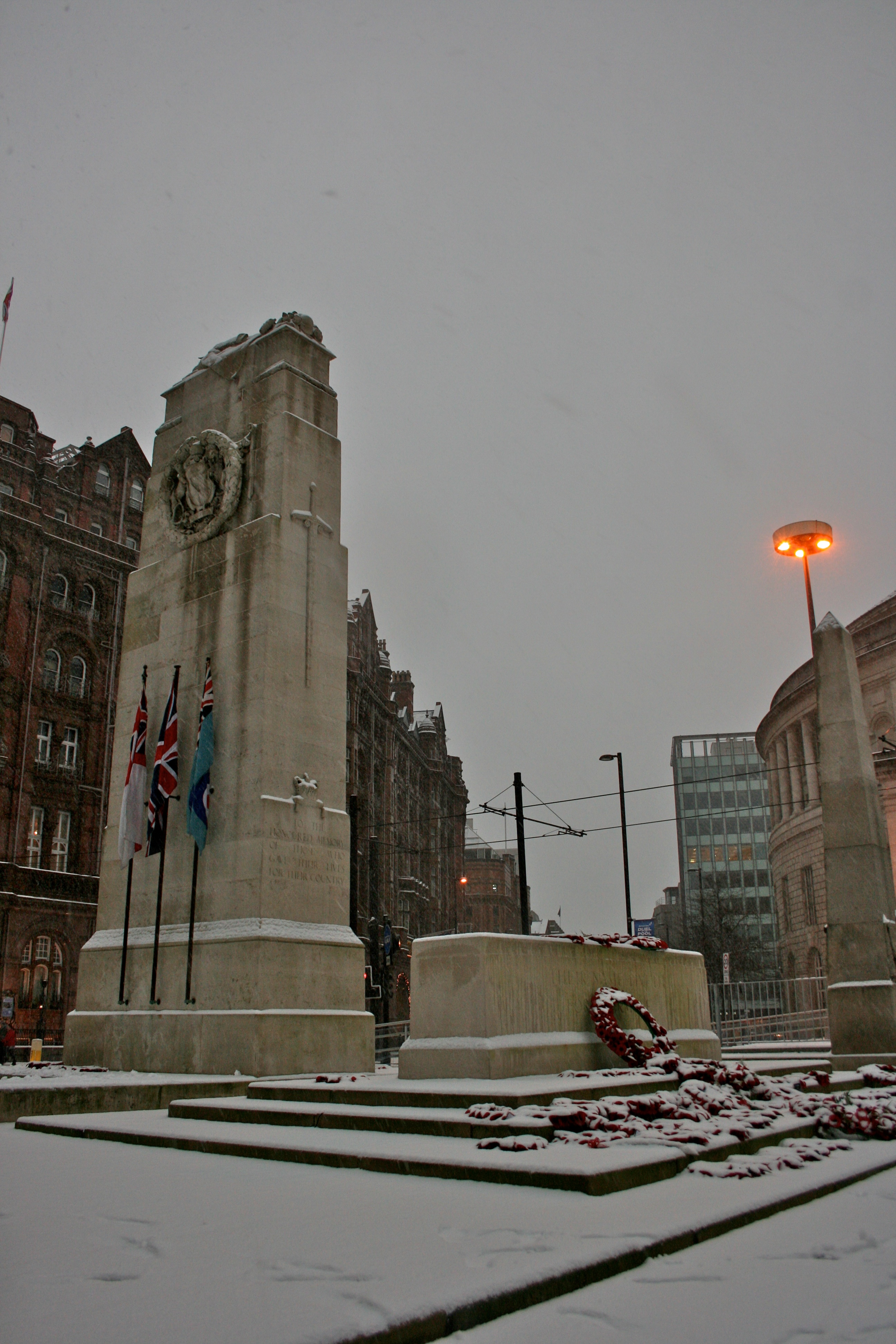
Manchester